# Vitra Rutschturm
Der Vitra Rutschturm, auch Vitra Slide Tower, ist ein 30,74 Meter hoher Aussichts- und Rutschturm sowie ein Erlebniskunstwerk in Weil am Rhein im baden-württembergischen Landkreis Lörrach. Der nahe dem Vitra-Design-Museum gelegene Stahlrohr-Turm wurde von dem deutschen Künstler Carsten Höller entworfen und am 18. Juni 2014 feierlich eröffnet. Dem Publikum steht der Rutschturm seit dem 19. Juni 2014 zur Verfügung.

## Lage
Der Vitra Rutschturm befindet sich am nordwestlichen Rand des Vitra Campus, südlich der Besucherparkplätze und nördlich der im Jahr 1994 von Álvaro Siza Vieira errichteten Produktionshalle aus Backstein. In unmittelbarer Nachbarschaft zum Rutschturm verläuft die Bundesstraße 3. Der Rutschturm ist über den von Álvaro Siza neu gestalteten, 500 Meter langen Panoramaweg zugänglich und steht zwischen dem Vitra-Haus und dem von Zaha Hadid entworfenen ehemaligen Feuerwehrhaus. Der Turm ist Teil einer breit angelegten Neugestaltung des Vitra-Campus und soll im Nordwesten ein neues Eingangshaus erhalten. Hintergrund dieser Planung ist die Erschließung der Stadt über die Straßenbahnlinie 8 ab Dezember 2014.

## Beschreibung

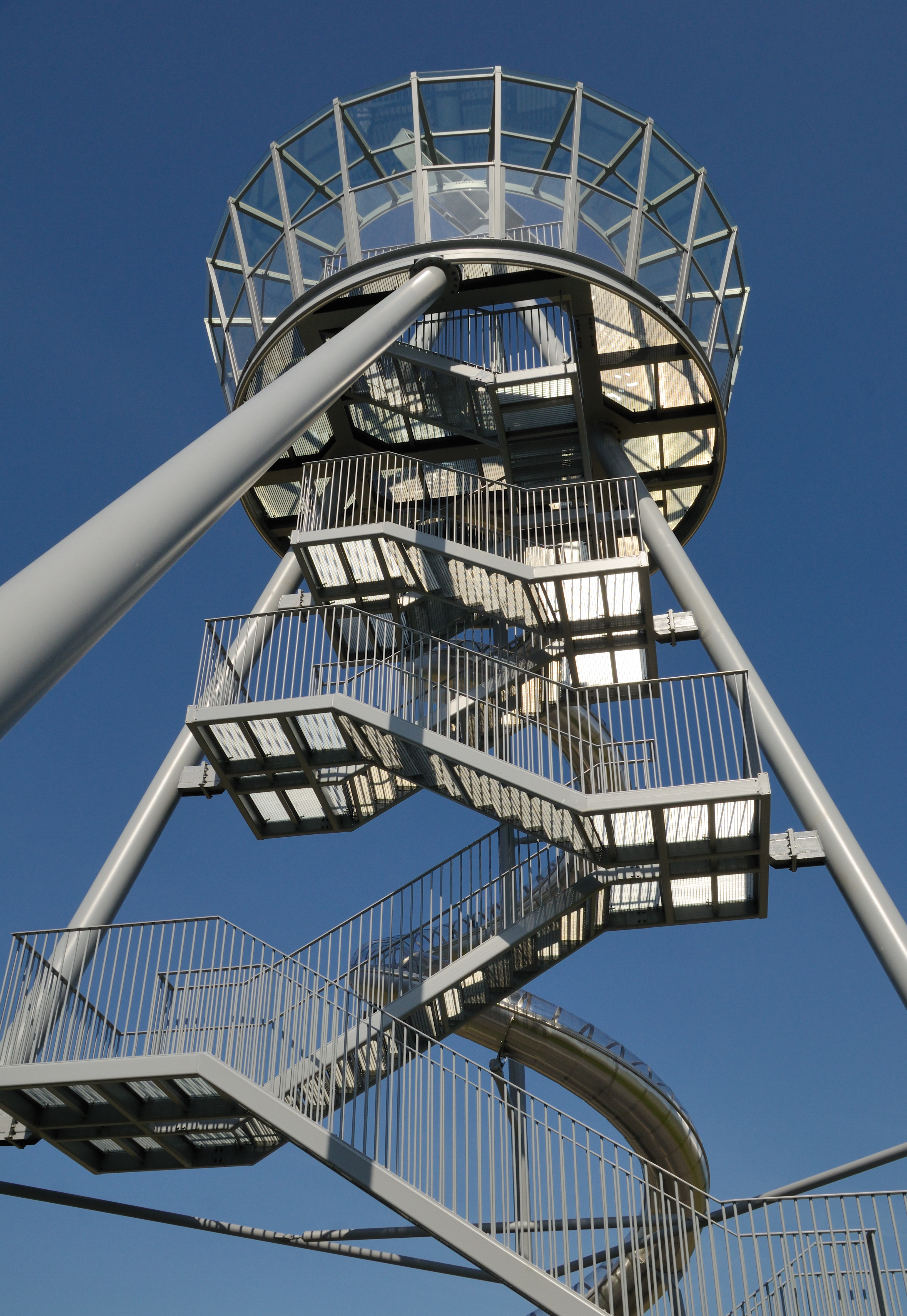
Untersicht

Der Vitra Rutschturm wird durch drei zueinander schräg zulaufende Stahlrohrstützen gebildet, an deren Schnittpunkt sich eine drehbare Uhr mit einem Durchmesser von sechs Metern befindet. Die Stützen messen im Außendurchmesser 40 Zentimeter; die am weitesten außen stehende Stütze bildet mit der Horizontale einen Winkel von 59,5 Grad.
Über eine zwischen den Schrägstützen angebrachte Treppe ist der Aussichtsturm begehbar. Die Treppe wird von acht Zwischenplattformen unterbrochen und endet auf der in 17 Meter Höhe gelegenen Aussichtsplattform. Die Höhe des Treppengeländers misst ebenso wie die Brüstungshöhe der Aussichtsplattform 1,3 Meter.

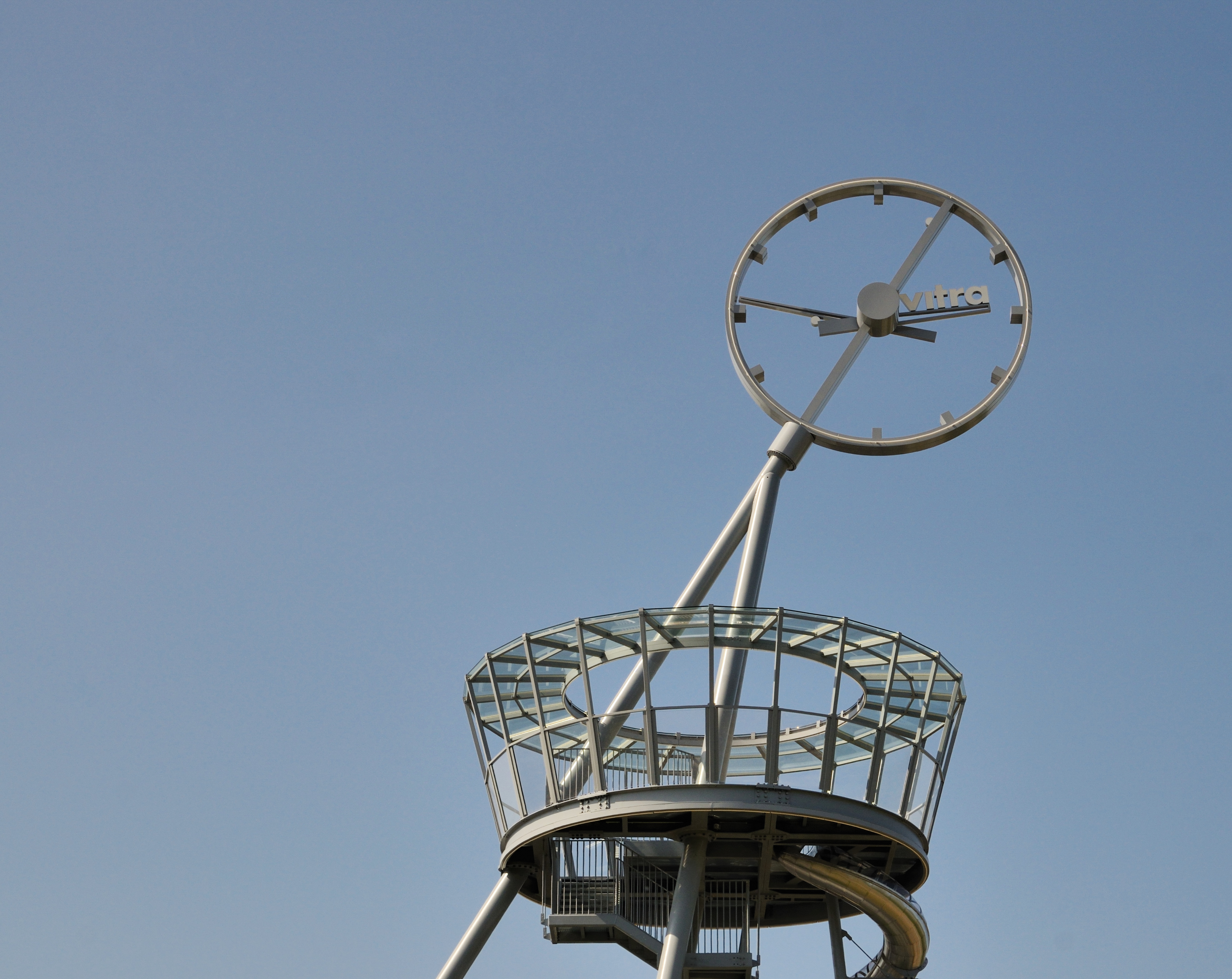
Aussichtsplattform und Uhr

Die teilüberdachte Aussichtskanzel in Form eines umgedrehten Kegelstumpfs misst 2,9 Meter Höhe und 7,7 Meter im Außendurchmesser. Sie beherbergt den Startpunkt einer 38 Meter langen, ampelregulierten, konisch-spiralförmigen Röhrenrutschbahn mit einer sechs Meter langen Auslaufstrecke. Bei einer Rutschgeschwindigkeit zwischen 3 und 4 Meter pro Sekunde beträgt die Rutschdauer 10 bis 12 Sekunden. Die röhrenförmigen Rutschbahnsegmente haben einen Durchmesser von 80 Zentimetern. Während der untere Teil aus Stahl besteht, wurde der obere Teil der Röhre aus durchsichtigem Plexiglas gestaltet.
Zur Auskleidung der Stand- und Umgebungsfläche des Rutschturms wurden Gummimatten verwendet.
Die an der Spitze befindliche, ziffernfreie Uhr dreht sich um die eigene Achse und leuchtet zusammen mit der Aussichtskanzel in der Nacht. Am Stundenzeiger ist der Schriftzug der Firma Vitra angebracht, der zusammen mit dem Punkt auf dem Minutenzeiger alle 65 Minuten für einen Augenblick das Logo des Unternehmens bildet. Nach Angaben des Unternehmens thematisiert die Uhr die Zeit, dient aber nicht ihrem praktischen Ablesen.

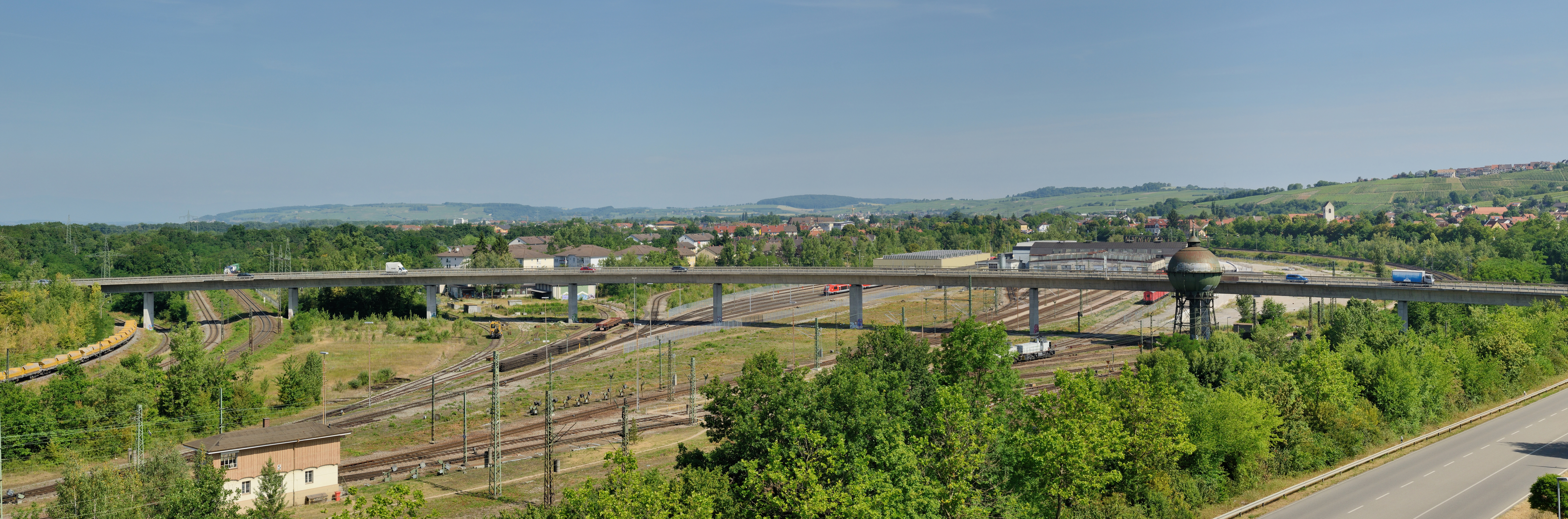
Blick vom Vitra Rutschturm in nördliche Richtung mit der B3, der B532 (Brücke) und dem Wasserturm Haltingen.